# Kilimanjaros internationella flygplats
Kilimanjaros internationella flygplats (KIA) (IATA: JRO, ICAO: HTKJ) är en internationell flygplats som ligger i Hai District, Kilimanjaroregionen, Tanzania. Flygplatsen betjänar städerna Arusha och Moshi. Flygplatsen hanterade 802 731 passagerare under 2014 och bedriver främst regionala flygningar samt några få långdistanstjänster genom dess betydelse som charterdestination. Den är den största flygplatsen i norra Tanzania, efter storlek och passagerarvolym.

## Översikt
Kilimanjaro flygplats öppnade den 2 december 1971 och kostade 13 miljoner USD att bygga. Bygget finansierades av ett långfristigt lån från den italienska regeringen. År 1998 blev den den första internationella flygplatsen i Afrika som privatiserades och drivs av Kilimanjaro Airport Development Company.
Många internationella besökare åker också till nationalparker i Tanzania, till Indiska oceanens kust, till öar som Zanzibar och till Victoriasjön, vilket återspeglas i anslutningsflygets rutter. Med en landningsbana som är 3 600 meter lång, kan flygplatsen hantera flygplan så stora som Boeing 747 och Antonov An-124.

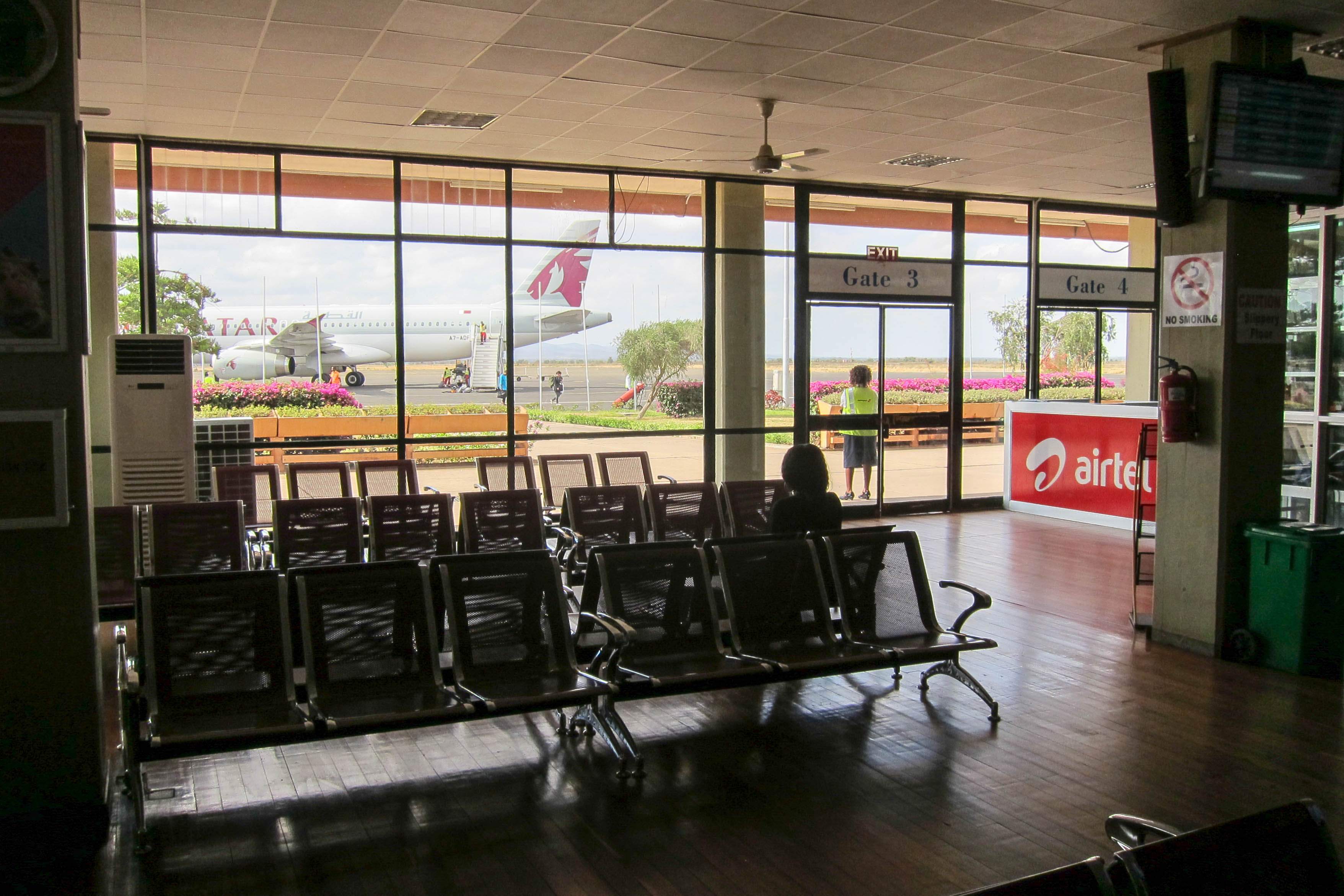
Avgångshallen.

Den 19 februari 2014 undertecknade Tanzanias och Nederländernas regeringar ett bidragsarrangemang för att rehabilitera flygplatsen, innefattande dess parkeringsytor, taxibanor och terminalbyggnad. Den totala kostnaden för projektet förväntades bli 35,5 miljoner euro, med 15,0 miljoner euro finansierat av Nederländerna och resten av Tanzania. Designfasen finansierades helt av den holländska regeringen. I november 2015 påbörjades renoveringar på flygplatsen, som syftade till att fördubbla dess kapacitet från 600 000 passagerare till 1,2 miljoner årligen. Renoveringsarbetet utfördes av BAM International, till en kostnad av 39,7 miljoner USD. Renoveringen förväntades pågå till maj 2017.
Flygplatsen underlättar turistindustrin för besökare som reser till fyra regioner: Arusharegionen, Kilimanjaroregionen, Mararegionen och Manyararegionen. Dessa fyra regioner är platsen för Mount Kilimanjaro National Park, Arusha National Park, Tarangire National Park, Lake Manyara National Park, Ngorongoro Conservation Area, Serengeti National Park bland andra. Flygplatsen säljer sig själv som "Porten till Afrikas vilda djurarv".

## Flygbolag och destinationer
Följande flygbolag erbjuder reguljära reguljär- och charterflyg på Kilimanjaro International Airport 2023:
| Flygbolag             | Destinationer                                                   |
| --------------------- | --------------------------------------------------------------- |
| Airkenya Express      | Nairobi–Wilson                                                  |
| Air Tanzania          | Dar es Salaam, Entebbe, Zanzibar                                |
| Coastal Aviation      | Arusha, Lake Manyara, Mwanza, Seronera, Zanzibar                |
| Discover Airlines     | Frankfurt                                                       |
| Edelweiss Air         | Zurich                                                          |
| Ethiopian Airlines    | Addis Ababa                                                     |
| Kenya Airways         | Nairobi–Jomo Kenyatta                                           |
| KLM                   | Amsterdam                                                       |
| Precision Air         | Dar es Salaam, Entebbe, Mwanza, Nairobi–Jomo Kenyatta, Zanzibar |
| Qatar Airways         | Doha                                                            |
| Regional Air Services | Arusha, Lake Manyara                                            |
| RwandAir              | Kigali                                                          |
| Safarilink Aviation   | Nairobi–Wilson                                                  |
| Turkish Airlines      | Istanbul                                                        |
| Uganda Airlines       | Entebbe                                                         |